# Żytkiejmy
Żytkiejmy [ʒɨtˈkʲejmɨ] (deutsch bis 1936 Szittkehmen, 1936–1938 Schittkehmen, 1938–1945 Wehrkirchen, litauisch Žydkiemis, russisch Saslonowo) ist ein Ort in der Landgemeinde Dubeninki im nordöstlichen Polen in der Woiwodschaft Ermland-Masuren.
Żytkiejmy ist der für den Fremdenverkehr wichtigste Ort im Naherholungs- und Jagdgebiet Rominter Heide. Das Dorf mit rund 1000 Einwohnern liegt zwei Kilometer südlich der Grenze zur russischen Oblast Kaliningrad und gehört dem Powiat Gołdapski an. Durch den Ort verläuft die Woiwodschaftsstraße 651.

## Geschichte

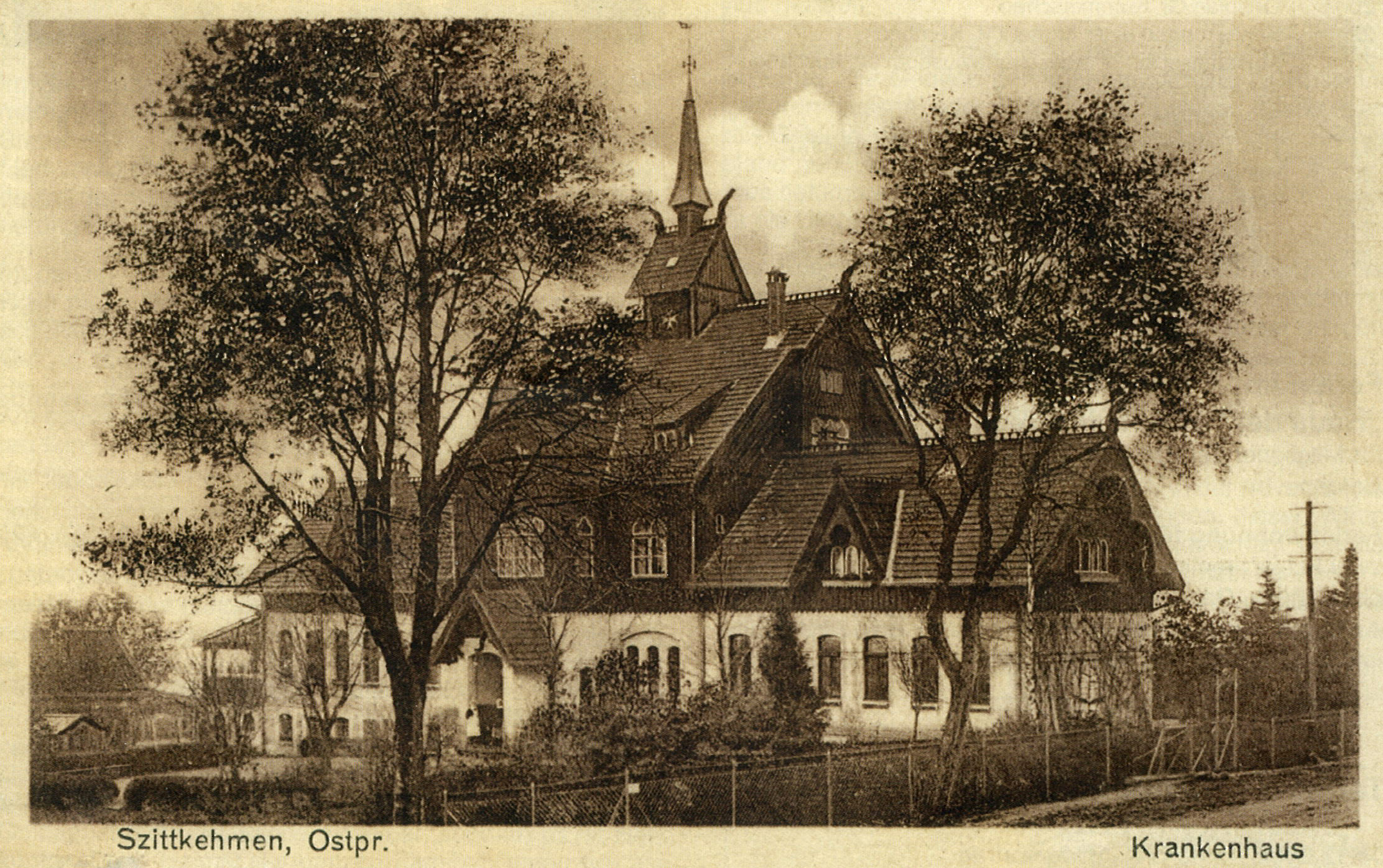
Krankenhaus Szittkehmen (vor 1936)

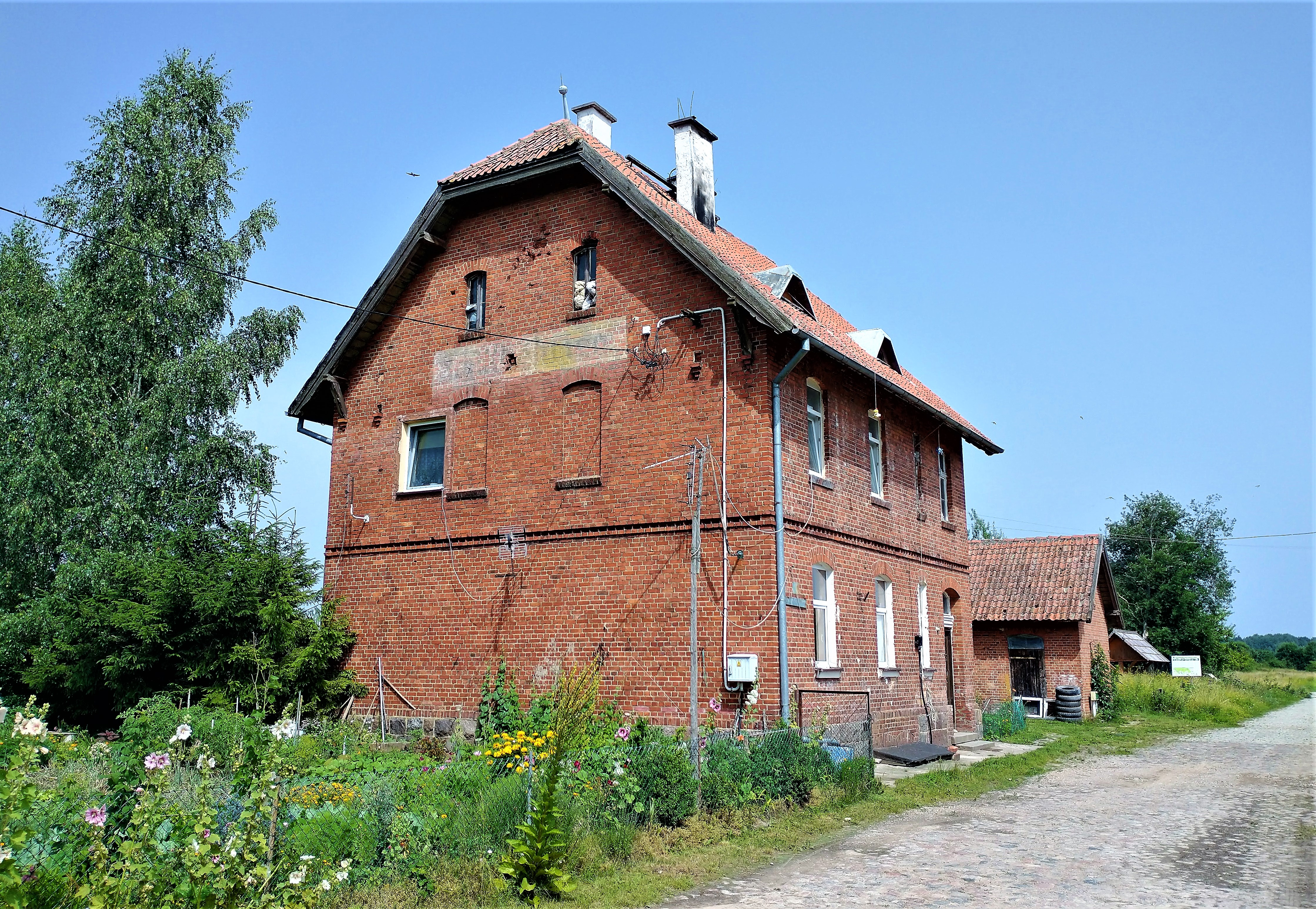
Bahnhof Szittkehmen

Früher war Szittkehmen ein wichtiger Handelsplatz im Grenzgebiet zu Polen und Litauen. Der Ort besaß zwar niemals Stadtrechte, hatte aber den Status eines Fleckens. Er war durch eine Eisenbahnlinie mit der Kreisstadt Goldap und mit Tollmingkehmen (1938–1946 Tollmingen, heute russisch: Tschistyje Prudy) verbunden.
Zwischen 1874 und 1945 war Szittkehmen namensgebender Ort eines Amtsbezirks, zu dem außer dem Amtsdorf noch die Orte Budweitschen (Kirchspiel Szittkehmen) (1938–1946 Altenwacht, heute russisches Staatsgebiet, nicht mehr existent) und Pellkawen (1938–1946 Pellkauen, russisch: Jakowlewka, nicht mehr existent) gehörten. Er lag im Regierungsbezirk Gumbinnen in der preußischen Provinz Ostpreußen.
Bei der Umbenennung von Orten in Ostpreußen im Jahr 1938 benannten die Nationalsozialisten den Ort am 3. Juni 1938 willkürlich als Wehrkirchen, was weder dem Kirchenbau des Fleckens noch der Bedeutung als Handelsplatz gerecht wurde.
Einwohnerentwicklung
1885: 1240
1910: 1035
1939: 1280
2006: 0907

## Kirche

### Kirchengebäude
Die Kirche in Szittkehmen wurde 1579 bis 1589 erbaut. Es handelt sich um einen rechteckigen Saalbau, früher mit einem Turm, danach lediglich einem Glockenhaus verbunden. 1934 fand eine Restaurierung durch den Kunstmaler Tessin statt. Dreieinhalb Jahrhunderte war die Kirche ein evangelisches Gotteshaus. 1945 wurde sie zugunsten der katholischen Kirche enteignet und trägt nach einer erneuten Weihe nun den Namen Kościół św. Michała Archaniola (St.-Michaelis-Kirche).

### Kirchengemeinde
Szittkehmen war bis 1579 mit Pillupönen (1938–1946 Schloßbach, heute russisch: Newskoje) verbunden und ist erst seither eine eigene Pfarrei. Im Jahre 1890 hatte das Kirchspiel Szittkehmen 5000 Seelen, davon 800 Litauer. Bis 1930 wurde hier die Predigt auch in litauischer Sprache gehalten.
Ehemals zur Inspektion Gumbinnen (heute russisch: Gussew) gehörig, war Szittkehmen mit seiner fast ausnahmslos evangelischen Bevölkerung bis 1945 in den Kirchenkreis Goldap (Gołdap) in der Kirchenprovinz Ostpreußen der Evangelischen Kirche der Altpreußischen Union eingebunden.
Aufgrund von Flucht und Vertreibung als Folge des Zweiten Weltkrieges sank die Zahl der evangelischen Kirchenglieder nach 1945 stark. Nach Żytkiejmy kamen jetzt polnische Katholiken, die hier eine eigene Pfarrei gründeten, die zum Dekanat Filipów im Bistum Ełk (Lyck) der Katholischen Kirche in Polen gehört. Hier lebende evangelische Kirchenglieder gehören zur Kirchengemeinde Gołdap, die eine Filialgemeinde von Suwałki (Suwalken) in der Diözese Masuren der Evangelisch-Augsburgischen Kirche in Polen ist.

### Kirchspiel (bis 1945)
Zum Kirchspiel der Kirche Szittkehmen gehörten vor 1945 neben dem Pfarrort noch 26 Orte, Bauerschaften und Wohnplätze (der * vor dem Ortsnamen kennzeichnet einen Schulort):
| Ortsname       | Änderungsname 1938 bis 1945/46 | heutiger Name | Staat |                                  | Ortsname      | Änderungsname 1938 bis 1945/46 | Heutiger Name | Staat |
| -------------- | ------------------------------ | ------------- | ----- | -------------------------------- | ------------- | ------------------------------ | ------------- | ----- |
| Abscherningken | Ebershagen                     |               | RUS   |                                  | Kraginnen     | Kraghof                        |               | RUS   |
| Adlersfelde    |                                | Orliniec      | PL    | *Kuiken                          | Albrechtsrode |                                | RUS           |       |
| Auxinnen       | Freudenau                      |               | RUS   | Lengkupchen                      | Lengenfließ   | Lenkupie                       | PL            |       |
| Billehnen      | Billenau                       |               | RUS   | *Matzutkehmen                    | Wellenhausen  |                                | RUS           |       |
| Binnenwalde    |                                |               | RUS   | Pabbeln                          |               | Wobały                         | PL            |       |
| Budweitschen   | Altenwacht                     |               | RUS   | Pablindszen                      | Zollteich     | Pobłędzie                      | PL            |       |
| Dagutschen     | Zapfengrund                    | Degucie       | PL    | *Pellkawen                       | Pellkauen     | Jakowlewka                     | RUS           |       |
| *Dobawen       | Dobauen                        | Majak         | RUS   | Präslauken                       | Praßlau       | Przesławki                     | PL            |       |
| *Gollubien     | Unterfelde                     | Golubie       | PL    | Reddicken                        |               | Redyki                         | PL            |       |
| Jodupönen      | Grenzhof                       |               | RUS   | *Ribbenischken                   | Ribbenau      | Uwarowo                        | RUS           |       |
| *Kallweitschen | Kornberg                       | Priosjonoje   | RUS   | *Serteggen                       | Serteck       | Żerdziny                       | PL            |       |
| Keppurdeggen   | Kühlberg                       | Łysogóra      | PL    | *Skaisgirren                     | Hellerau      | Skajzgiry                      | PL            |       |
| *Kögskehmen    | Kecksheim                      | Kiekskiejmy   | PL    | *Wyszupönen 1936–38: Wischupönen | Kaltensee     | Rybino                         | RUS           |       |

### Pfarrer (bis 1945)

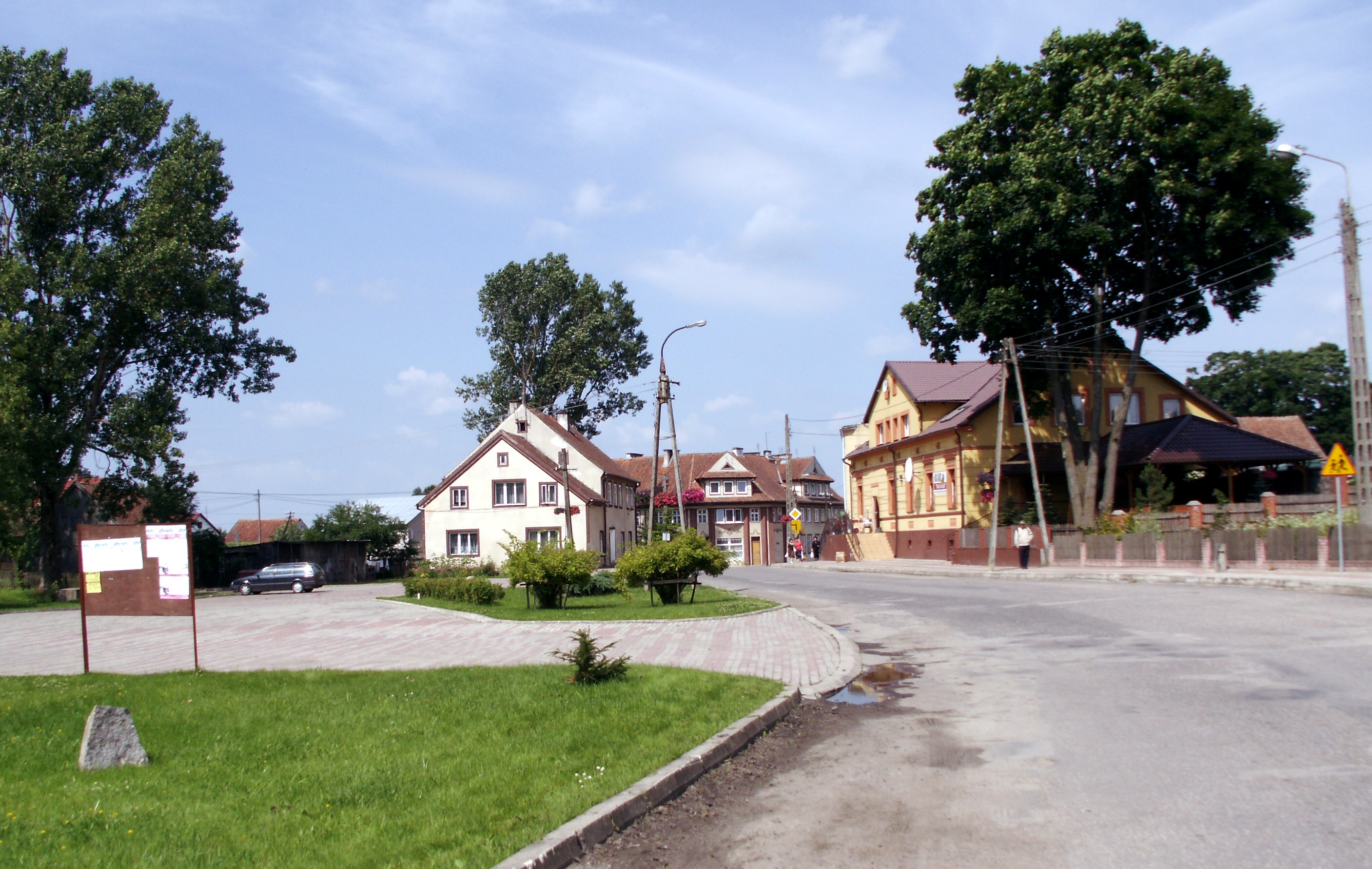
Ortsdurchfahrt Żytkiejmy im Jahre 2008

Von der Reformation bis 1945 amtierten in Szittkehmen/Wehrkirchen 29 evangelische Geistliche:
- Michael Sappuhn, bis 1586
- Paul Kytlikowski, 1586–1590
- Samuel Sperber, 1590–1592
- David Marcianus, 1593–1598
- Laurentius Georg Villnensis, 1598
- Albrecht Schmidt, bis 1600
- Bartholomäus Willentus, 1600–1605
- Paul Hoffmann, 1606–1657
- N. Cajus, 1653
- Friedrich Cibrowius, 1657–1663
- Johann Glagius, 1663–1677
- N. Dullo
- Christoph Hintz, 1679–1687
- Martin Hintz, 1687–1717
- Johann Böckel, 1704–1709
- Johann Christoph Hintz, ab 1709
- Michael Schubert, 1717–1736
- Jonas Christian Pusch, 1736–1746
- Gottfried Christ. Nehring, 1747–1768
- Daniel Friedrich Mielcke, 1769–1776
- Ernst Ludwig Kalau, 1776–1815
- Johann Friedrich Haupt, 1815–1832
- Friedrich Wilhelm Lucks, 1832–1840
- David Peteaux, 1840–1851
- Eduard (Julius L.) Schreiner, 1852–1863[3]
- Georg J. Julius Rademacher, 1864–1876
- Ludwig Albert Jordan, 1876–1895
- Franz Moritz Ziehe, 1896–1915
- Ernst Koehler, 1916–1945

## Persönlichkeiten
- Heinz Goldberg (* 1910 in Szittkehmen; † 1971 in Schwerin), Übersetzer, Lektor für Finnisch